# 4490 Bambery
A 4490 Bambery (ideiglenes jelöléssel 1988 ND) egy kisbolygó a Naprendszerben. Eleanor F. Helin,  Brian P. Roman fedezte fel 1988. július 14-én.